# 杰克·多姆斯
杰克·多姆斯（英語：Jack Doms，1927年1月22日—2018年1月22日），新西兰男子游泳运动员。他曾代表新西兰参加1954年大英帝国和英联邦运动会游泳比赛，获得一枚金牌和一枚银牌。